# The Pierces
The Pierces是姐姐Allison和妹妹Catherine在美國洛杉磯所組成的貝斯合唱團體。目前隸屬於寶麗多唱片，以The Secret 一曲紅遍大街小巷。

## 早年
姊妹倆人出生於阿拉巴馬州。父親彈得一手好吉他，其母則是名畫家。而姊妹倆人均學習了芭蕾。